# When You Die
«When You Die» (с англ. — «Когда ты умрёшь») — песня американского дуэта MGMT в жанрах альтернативного рока, инди-попа и психоделии. Второй сингл с четвёртого студийного альбома Little Dark Age, выпущенный 12 декабря 2017 года лейблом Columbia Records через цифровую дистрибуцию. Была впервые исполнена 5 мая 2017 на концерте Beale Street Music Festival вместе с другими песнями из будущего альбома: «Little Dark Age», «James» и «Me and Michael».
«When You Die» продолжает тенденцию MGMT в написании более мрачных песен — центральной темой лирики является смерть. Клип расширяет её: он рассказывает историю фокусника-неудачника в исполнении Алекса Карповски; каждый день его заурядной жизни ничем не отличается от предыдущего. В один день, на одном из своих выступлений, он погибает из-за несчастного случая, после чего снова продолжает проживать один и тот же день, но уже в загробном мире.
Критики благосклонно встретили песню, отметив её эксцентричность, контраст между мелодичной музыкой и тёмной темой смерти в тексте. Частым было сравнение «When You Die» с синглами из дебютного альбома дуэта: «Time to Pretend», «Kids» и «Electric Feel». Несмотря на положительные рецензии от критиков, песня попала лишь в один чарт, где самой пиковой её позицией было всего лишь 35 место.

## Создание и релиз

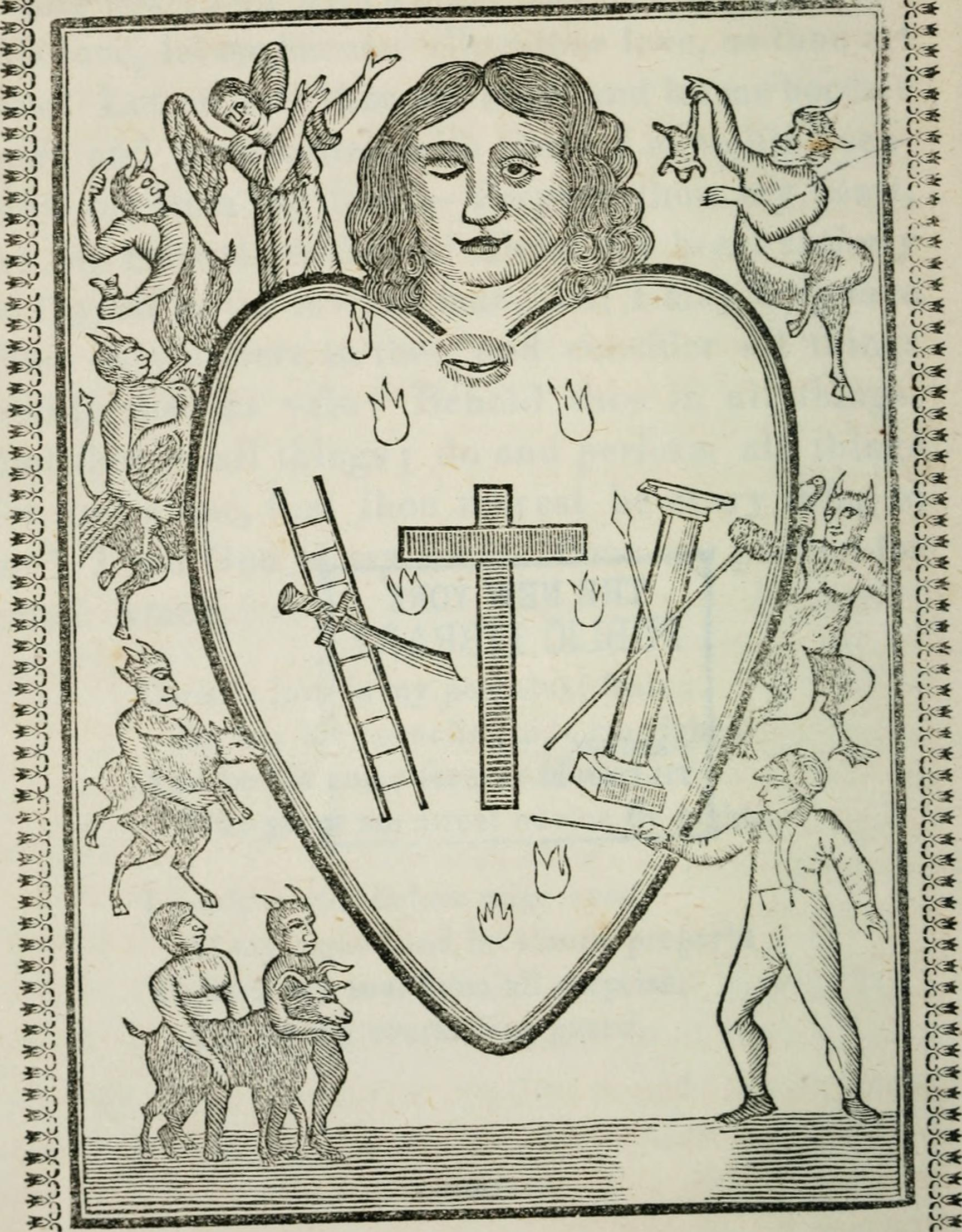
Обложка сингла основана на одной из иллюстраций книги немецкого религиозного деятеля Иоганна Госснера «Сердце человеческое есть или храм божий, или жилище сатаны», а именно на шестой, описание которой гласит: «Душевное состояние человека, который, охладевая в любви к Богу, возлюбил опять мир».

«When You Die» является одним из синглов с альбома MGMT Little Dark Age; выход альбома и синглов с него ознаменовал возвращение дуэта спустя более четырёх лет после выхода их последнего на тот момент альбома, MGMT. Песни с Little Dark Age создавались с начала 2016 года. Эндрю Ванвингарден и Бен Голдвассер находились в разных частях США, потому им пришлось работать друг с другом на расстоянии. Так как при создании материала Ванвингарден и Голдвассер нередко не могли прийти к общему мнению, они наняли в качестве сопродюсера Патрика Уимберли из синти-поп дуэта Chairlift. Уимберли в свою очередь посоветовал MGMT нанять и других музыкантов, которые могли бы помочь с материалом. Так, текст «When You Die», рассказывающий о моменте смерти неудавшегося фокусника, был написан Эндрю Ванвингарденом в соавторстве с Ариэлем Пинком. В интервью журналу Q Ванвингарден рассказал о процессе написания песни:
Где-то за четыре минуты Ариэль накидал на бумажку фразы, которыми мы обменивались в коридоре. Когда я попробовал напеть их, я подумал: „Почему бы и нет? Почему бы не использовать это как текст [для песни]?“. У меня словно гора с плеч упала; [лучше взять это], чем сидеть на месте словно поэт и целыми днями придумывать строчки, пытаясь найти глубокую мысль со множественным значением. Оригинальный текст (англ.)In about four minutes Ariel had this piece of paper, incorporating things we’d just been saying in the hallway. When I sang them, it was like, ‘Yeah, why not? Why can’t this be the lyrics?’ For me that was liberating, rather than sitting there lika a poet, scratching out lines for days, trying to find some deep, multiple-meaning thing).
«When You Die» была впервые исполнена 4 мая 2017 на концерте Beale Street Music Festival вместе со старыми популярными песнями дуэта и новыми песнями из будущего альбома Little Dark Age. Официально песня вышла в формате сингла 12 декабря 2017 года, в сервисах цифровой дистрибуции, вместе с музыкальным видео, загруженным на видеохостинг YouTube, которое по состоянию на 16 августа 2022 года набрало больше 29 миллионов просмотров. Сюжет музыкального видео, режиссёрами которого выступили Майк Бураков и Холли Купер-Новак, рассказывает историю неудачного фокусника, погибшего во время своего шоу и отправившегося в потусторонний мир. Роль фокусника исполнил американский актёр Алекс Карповски известный по роли Рэя Плошански в сериале «Девчонки». По словам авторов музыкального видео, суть заключалась в том, чтобы показать цикличность жизни (каждый день фокусник проживает по одному и тому же сценарию), а также возможность того, что после смерти человек будет вынужден вечно существовать в рамках одного и того же постоянно повторяющегося сценария. При создании клипа была задействована технология «переноса стиля» (англ. Style Transfer) использующая искусственную нейронную сеть, что позволило переносить стиль изображения на видео. Созданием этих визуальных эффектов занималась дизайнерская компания King Drippa, использовавшая для этого свою программу «Glooby». Для обеспечения стабильного рендеринга одного кадра в качестве близком к full HD за три минуты потребовался компьютер собственного производства с несколькими графическими картами.

## Восприятие
В целом, песня удостоилась положительных отзывов от критиков. Лиза Нгуен из журнала Paste положительно отнеслась к синглу и сравнила «When You Die» с одной из наиболее известных песен MGMT — «Electric Feel», назвав первую более эксцентричной, чем броской, как последняя. Гэвин Хейнс из The Guardian отметил, что несмотря на то, что дуэт тщательно пытается избежать подобного с «Kids» звучания, «When You Die» «умудряется быть пикантной, утончённой, и её не устаёшь переслушивать». По мнению Эша Рихтера из SurvivingTheGoldenAge.com песня понравится как и фанатам дуэта, так и простым обывателям, любившим музыку времён «Kids». Джошуа Ротман из The New Yorker посчитал грядущий альбом Little Dark Age и, соответственно, «When You Die», продолжением движения MGMT к более задумчивым и готичным песням, начатого в их последнем на тот момент альбоме MGMT. Ротман отметил, что весёлая мелодия песни вкупе с заводным ритмом создают приятный гипнотический эффект. Рецензент из BaebleMusic, Крис Деверелл, сравнил песню с синглами с альбома Oracular Spectacular — Деверелл заметил, что «When You Die» передаёт те же чувства «беспокойства и ангедонии», что и «Kids» с «Time to Pretend» и подытожил рецензию словами, что несмотря на безуспешные попытки MGMT добиться такого же отклика и популярности, что и от их дебютного альбома, синглы «Little Dark Age» и «When You Die» «могут быть знаком того, что они на верном пути». Отдельных похвал было удостоено музыкальное видео. Джеймс Винсент из The Verge отметил работу создателей клипа над тем, чтобы вдохнуть новую жизнь в технику «переноса стиля».
Положительной реакции песня удостоилась и у российских обозревателей и музыкантов. Обозреватель с сайта «ТНТ-Music» включил «When You Die» в список «Лучших треков недели» середины декабря 2017 года и назвал её «первой крутой песней MGMT с 2010-го года». Никита Кислов, основатель российской рок-группы Ssshhhiiittt!, включил сингл в свой список любимой музыки, отметив хороший текст, приятную музыку и назвав песню успокаивающей. Алексей Алеев, представляющий издание «Союз», назвал синглы «When You Die» и «Little Dark Age» превосходными и заявил, что «необоснованные претензии наконец-то уступили место неплохим мелодиям», сравнивая таким образом песни с неоднозначно воспринятыми альбомами Congratulations и MGMT.

## Список композиций
| №  | Название       | Длительность |
| -- | -------------- | ------------ |
| 1. | «When You Die» | 4:23         |

## Участники записи
По данным YouTube Music:

| - Эндрю Ванвингарден — текст, музыка, вокал, ударные, гитара - Бен Голдвассер — музыка, вокал, синтезатор, флейта - Ариэль Пинк — текст, гитара, бэк-вокал - Патрик Уимберли — ударные, звукоинженер, продюсер - Себастьен Телье, Конан Мокасин — бэк-вокал | - Дэйв Фридманн — звукоинженер, сведение - Майлз Бенджамин Энтони Робинсон — звукоинженер - Селсо А. Эстрада, Тайлер Кармен, Мэтт Эстеп — ассистенты звукоинженера - Грег Кальби, Стив Фаллон — мастеринг |

## Позиции в чартах
| Чарт (2017-2018)           | Высшая позиция |
| -------------------------- | -------------- |
| Hot Rock Songs (Billboard) | 35             |